# カール・バルト
カール・バルト（ドイツ語: Karl Barth, 1886年5月10日 - 1968年12月10日）は、20世紀のキリスト教神学に大きな影響を与えたスイスの神学者。その思想は弁証法神学や危機神学、あるいは新正統主義と呼ばれる（バルト自身は自らの神学を「神の言葉の神学」と呼んでいる）。1934年、ナチス・ドイツの政策に従うドイツ福音主義教会(DEK)に対抗して結成された告白教会の理論的指導者となり、バルメン宣言を起草した。

## 生涯

### 出自
1886年、スイスのバーゼルで牧師の子として生まれた。父ヨハン・フリードリヒ・バルトは改革派教会に属しており、子が生まれて3年後にベルン大学で教鞭をとり、1912年に死去するまで新約聖書学と教会史を教えた。カールは典型的な中流家庭に育ち、厳しく育てられたが父を尊敬し、母アンナには愛着を持つ少年に成長した。学校では作文が得意だったが、むしろ放課後から本領を発揮するような、まさに「ガキ大将」のような存在だった。この頃から本の虫で、当時取り入れられていた軍事教育や好きだった戦争ごっこもあいまって戦争史に詳しくなった。音楽をよく聴き、父がピアノで弾くモーツァルトの『魔笛』に深く感動するなど、感受性に富んだ少年時代を過ごした。

### 神学生としての出発
1902年に堅信礼を受ける。将来は神学者になり、キリスト教会の信条をすみずみまで理解しようと志す。1904年に父ヨハンが教鞭をとるベルン大学に入学し、ユリウス・ヴェルハウゼンやフェルディナント・クリスティアン・バウアといった新旧約聖書学者のもとで歴史的、批評的に聖書を研究する方法を学んだ。
卒業後、父ヨハンは息子に自由主義神学から遠ざかって欲しいという願いから保守的なハレ大学を薦めたが、向学心に燃えるバルトは当時学問の中心であるドイツで神学界を席巻する自由主義神学を学びたいと思い、ベルリン大学に進み、アドルフ・フォン・ハルナックに師事して教会史を学んだ。同大学のユリウス・カフタンからは教義学を学んだ後、続いてテュービンゲン大学福音主義神学部にてシュラッターから新約聖書学を、最後にマールブルク大学ではヴィルヘルム・ヘルマンのもとで教義学を学んだ。同大学在学中にヴィルヘルム・ハイトミュラーの弟子のルドルフ・カール・ブルトマン、エードゥアルト・トゥルンアイゼンと知り合った。
ベルリンでの滞在中にイマヌエル・カントの純粋理性批判と実践理性批判を熟読し、この形而上学批判から神の客観的な存在を擁護する正統神学の終焉を感じていた。そのため、フリードリヒ・シュライアマハーの唱える神と人間の直接的な関係に魅せられていた。1908年にベルンに戻り、ミュンスター大聖堂で父から按手を受けてマタイによる福音書10章26節以下の説教を受けた。卒業試験で『最初の三世紀における〈キリストの冥府への降下〉』という題で論文を書いて学生生活を終えた。

### 牧師時代
1910年にジュネーヴで改革派教会副伝道師となり、1911年から1921年まで、アールガウ州ザーフェンヴィルで改革派教会の牧師を務める。ザーフェンヴィルは当時の工業化の影響を受けていた村であり、社会主義や労働組合運動が盛んであった。バルトは父から受けた「神の言葉を曲げず、真理を明らかにすることにより」という助言のもと、教会で説教を行っていたが、説教の内容に工場主が反発した。これは単なる二者間の対立とも受けとれるが、工業化の波はこの村のみならず世界中に押し寄せていたため、バルトは世界史の問題と対立していたことになる。
1912年、父ヨハンが他界する。そのとき父から、学問・批評よりも主を愛し、生ある身で交わりをもてるよう祈ってゆかねばならない、との趣旨の遺言を受け、初めて父の生き方を理解する。1913年にネリー・ホフマンと結婚し、翌1914年に長女フランシスカ、1915年に長男マルクース、1917年には次男クリストフが生まれる。
1913年にはエドゥアルト・トゥルナイゼンがこの村の牧師として赴任した。彼はヘルマン・クッターと親交があり、さらにレオンハルト・ラガーツの影響を受けながら、後にバルトとトゥルナイゼンは宗教社会主義と関係を持っていく。1915年にカール・ユングの精神分析を受け、父に対しエディプス・コンプレックスがあると診断された。
1919年には1916年からギリシャ語聖書を翻訳し、独自の解釈を付けて執筆していた『ローマ書』の第一版を発表した。バルトは自著で文化プロテスタント主義に対して、神学のテーマが人間学に解消されているとして攻撃的な批判をし、本来のテーマの回復を目指してキリストの重要さを説いた。1920年10月に牧師のフリードリヒ・ゴーガルテンがバルトを訪ね、『ローマ書』に書かれた内容に大いに感動したと話をした。この話し合いの前にフランツ・オーファベックの近代的キリスト教批判の思想に触れており、その他にもフリードリヒ・ニーチェ、ヘンリク・イプセン、フョードル・ドストエフスキー、セーレン・キェルケゴール、弟のハインリッヒのプラトン研究から影響を受けており、ゴーガルテンの来訪を機に『ローマ書』の第二版を書き始める。こうして、ブルームハルトの「神の国」の終末論はオーファベックの否定性を帯び、キェルケゴール的なパラドックスによって強化された永遠と時間の質的差別の論理によって、一気に大著へと書き直されることとなった。

### 『ローマ書』第二版と『時の間』の刊行

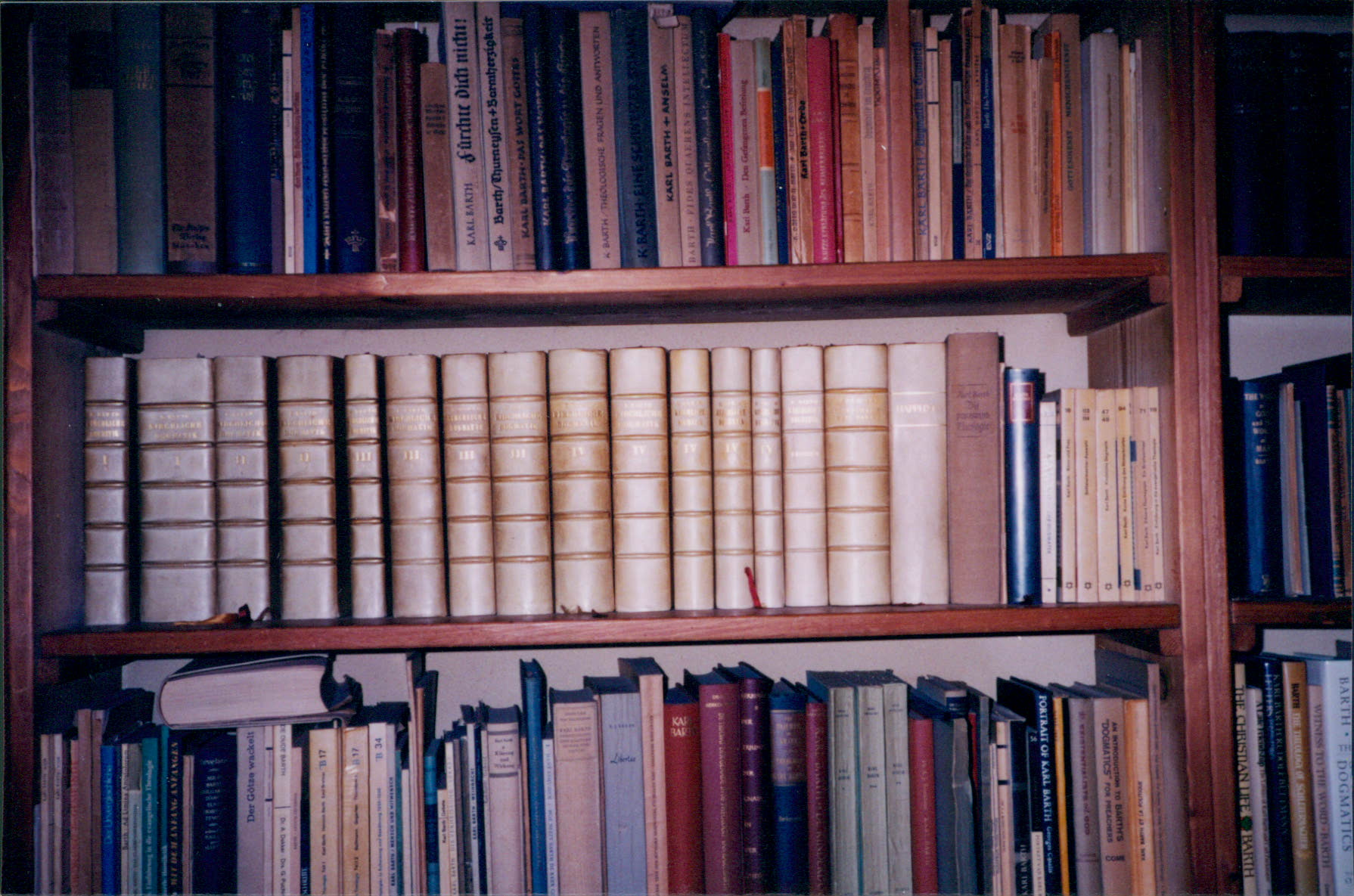
カール・バルト著
『教会教義学』

1921年からバルトはドストエフスキー、ニーチェ、キェルケゴールを読みこみ、人間の陥る深淵について理解を深めた上で、その知識に基づいて『ローマ書』の改訂版を書き始める。1922年、『ローマ書』の第二版が完成、出版される。この第二版の出版でバルトの神学が高く評価されるとともに、神学者としての立場を堅いものする。このころに若手の神学者が集まり、弁証法神学の機関誌である『時の間』を刊行する。後に対立し続けるエミール・ブルンナーと面識をもったのもこのときである。同年にゲッティンゲン大学から招聘の手紙を受け取り、教壇に立つこととなる。教壇に立つことになった彼は牧師時代の学問上の遅れを取り戻すとともに、自由主義神学から改革派教会の教義学を擁護する任に就く。しかし、聖書を基礎に神学を構築する道が、バルトには明確になっていなかった。1924年にハインリッヒ＝ヘッペの『福音主義改革派教会の教義学』を入手。17世紀の古プロテスタント教会の教義学を知り、正統神学を学びなおすきっかけとなった。1925年にミュンスター大学に招聘され、1927年に『キリスト教教義学への序論』、1928年には『神学と教会』を出版するなど精力的に活動し、名声が徐々に高まっていった。
1929年にバルトはアンセルムスの研究を始め、これが後に『教会教義学』として彼固有の神学方法論を確立することになる。バルトは『プロスロギオン』の研究で彼自身が、キリスト教を人間学的=哲学的説明から解放した、と語っている。しかし、天と地、精神と身体、本質と存在という哲学的=人間学的枠組みから解放されたと主張しているようだが、後期のマルティン・ハイデッガーもこのような形而上学的枠組みを解体している。この部分にバルト神学の未解決の問題が存在している。1930年にボン大学の神学教授を歴任する。1931年に社会民主党に入党する。これはナチス勢力を阻止しようとするとともに、反対している意思を表明し、ゴーガルテンのようにドイツ民族主義と明確に区別するためであった。1932年からアンセルムス研究を基礎に、『教会教義学』を出版し始めた。牧会に従事しながら聖書の中に証されている言葉を、具体的な人間に対して神の言葉として聞かせるべき、と考え、牧師の説教の課題として注釈と宣教の革新が必要だと決定づけたからであった。1934年にアドルフ・ヒトラーへの忠誠宣誓のサインを拒否して停職処分を受け、翌年退職処分となる。

### 方法論の確立
1935年6月、バーゼル大学の神学教授に招聘され、精力的に著作活動を展開する。1936年にかけてチェコ、ハンガリーで講演を行った。この旅行でチェコの神学者のヨセフ・ルクル・フロマートカと親交を結び、予定論の古典的解釈を改めるという収穫を得た。1937年3月にアバディーン大学で講演を行ったことで、バルトの中で次のような枠組みができあがった。神ひとりが神であり、人間という他者に依存しないため、この自己依存性 (aseitas) が神の自由である。しかし神は自己のみで存在しようとせず、人間を創造し、語りかけ、交わりをもつ。なぜならば、「神我らとともにいます（インマヌエル）」という神のあり方が神の愛である、というキリスト論的方法論をバルトは確立させるに至った。同年9月にセント・アンドリュース大学より名誉博士号を受ける。同年、『教会教義学』第一巻が完成した。1938年3月にはオックスフォード大学より名誉博士号を受ける。バルトの神学を理解したのがスコットランドの神学者たちであったことと、政治的にバルトのナチス批判を高く評価していたことが背景にあった。
1939年9月の第二次世界大戦の勃発に対して、バルトはナチスを神学的に批判した。思想だけでなく軍事面でもナチスの脅威から防衛するべき、という考えに至って、1940年に在郷軍人の資格でスイス軍に入隊する。このとき彼は54歳であったが、熱心な軍務の取り組みにより監視・警戒を行う歩哨の任に就いた。しかし上官への敬礼を忘れ、危うく懲罰房に送られそうになるというハプニングを起こしている。戦争が終わりに近づいたころ、以前のナチスへの攻撃とは反対にドイツ人の友であると宣言した。彼らの進んだ道は看過できることではないが、戦火が収まればきっとやり直せると信じていたからであった。1945年8月にバルトは破壊されたドイツを訪問、マールブルクのブルトマンを訪ねたほか、援助に奔走した。1949年以来、西と東に分断されたドイツの政治的な和解について語り続けたほか、ドイツの再軍備と反共産政策について批判した。しかしこれによりソビエト連邦とアメリカ合衆国、ドイツの知識人からも批判・非難の矢にさらされた。苦境に陥ったバルトを弁護するかのように1952年に英国女王から自由のために奉仕した人物としてメダルを授与された。

### 晩年

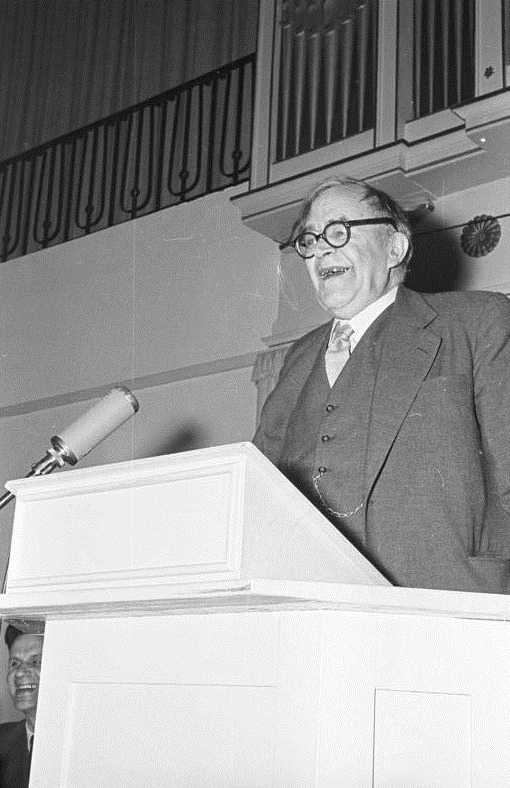
ヴッパータールにて、1956年

1956年、この頃のバルトは天使について講義を行っていた。天使は肉体をもたないので純粋に神を証しするからである。すでに彼の同僚は全員引退していたが、バルトは依然大学で講義をしつづけ、並行して1954年から依頼されていたバーゼル刑務所での説教を行っていた。精力的な活動により同年、ブダペスト大学から名誉神学博士号を、エディンバラ大学からは名誉法学博士号を授与された。1958年から体力が衰え始めるが、それでも創造力は枯渇せず、アンセルムスとジャン・カルヴァンを読みなおし、パウル・ティリッヒについて演習を試み学生の指導に力を入れた。この時にエーバーハルト・ユンゲルが演習に参加しており、後にバルト神学を堅持する期待された神学者となる。
1960年はバルトのバーゼル大学勤続25年と同大学の500周年が重なった年であったが、彼が後継者に推薦したヘルムート・ゴルヴィツァーが左翼思想の持ち主という理由で推薦を却下された。翌1961年にハインリヒ・オットが後任に決定されたため、バルトはアメリカ旅行を決心した。1962年4月にアメリカ旅行に出かけて、シカゴ大学にて講義を行った。そこで、人間を解放するイエスの自由に基づく神学がアメリカには必要であると話し、もし自分がアメリカの神学者であったら自由について書く、と語った。シカゴ大学は自由神学であったため、自由神学に対立するバルトに長らく批判的であったが、大学側は彼に名誉神学博士号を授与した。また、1963年にはフランスのソルボンヌ大学より名誉文学博士号を受ける。同年デンマークのコペンハーゲンにて、キェルケゴール研究に対してソニング賞を授与された。12月にはバルトのもとをティリッヒが訪れた。2人は論敵であったが、お互いを友人だと確認し合った。これが現代神学の巨匠の最後の話し合いとなった。
1964年頃から体力の衰えが顕著になり、同年12月の軽い脳溢血もあって教会に行くことも困難となった。そのため、日曜日の説教はラジオを通して、カトリック・プロテスタント双方を聞いた。そして1965年から1967年にかけて、ティリッヒ、ブルンナー、ゴーガルテンという友人たちはこの世を去っていった。1967年にローマに招待され、法王パウロ6世やカール・ラーナーなどの神学者達と語り合う機会を得た。しかし自然法と良心が啓示の源泉と考えるカトリック神学とは対立した。1967年に肺炎でバーゼル市民病院に入院し、翌1968年に退院するも腹痛による手術で授与が予定されていたジークムント・フロイト賞の授与式に出席することはできなかった。その後は弟子や昔の友人と団欒をし、同年12月10日に自宅で死去する。
人は老年になると頭が固くなり、自分の殻に閉じこもりがちになる。しかしこれは自分で作った牢獄に安住することである。バルトが死ぬまで学び続けてあきなかったのは、自己の神学をも含めて、人間の作り出した観念、原理、方法という固定された家に安住することを嫌い、自己をいつも改革することを願ったからである。このバルトの生き方は、つねに自己を変革する神の自由に基づくあり方であるが、ティリッヒがバルト神学の中で最も高く評価した点でもある。

### 秘書兼愛人であったシャルロッテ・フォン・キルシュバウムとの関係
バルトの生涯およびその主著『教会教義学』を語る上で欠かすことのできないのが、彼の秘書兼愛人であったキルシュバウムとの関係である。なお、ドイツ語版の項目においては「三角関係」という表題がこの項目に付けられている。バルトが秘書兼愛人と同居していたことは、生前から近しい人々には旧知の事実であったが、バルトの死後、二人が互いに交わした愛の手紙がバルトの子供たちの許可を得て出版された。
二人は遅くとも1925年の夏までに個人的に知り合ったが、その時点ですでにバルトには妻と五人の子供たちがいた。しかしバルトはキルシュバウムを愛し、彼女はバルトにとって欠かすことのできないパートナーとなった。この関係についてバルトは1926年2月28日付のキルシュバウムあての手紙の中で、決して単なる精神的な愛ではなく、「私たちは健康でありたいと願うし、私たちの間には、人間的で地上的な愛、私たちを別の状況においては男女として結び合わせたはずの（＝別の状況であるなら婚姻関係に至れたという意味）愛があることを白状する」と認めている。1929年にバルトと秘書兼愛人キルシュバウムは、バルト一家の住むミュンスターの居宅で同居を始めた。その後、バルトと妻のネリーおよびキルシュバウムは三十年以上共に生活を送ることになった。妻が家事と子供たちの世話を引き受け、他方キルシュバウムはバルトの原稿執筆に補佐役として貢献した。キルシュバウムはバルトを補佐するためにヘブル語、ギリシア語、ラテン語を習得し、文献の要約を作成し、バルトの原稿を読み議論を交わした。バルトはその膨大な主著の執筆にあたって、キルシュバウムの助けがいかに重要なものであったかを、知人への手紙に書いている。「私の著作は彼女なしには、今これほどまでの規模になることはできなかっただろう。多岐にわたる技術的な協力のみならず、彼女が私に付き添ってくれる仕方をも含めて。」『教会教義学』における神学史および釈義史の細かなExkursにはキルシュバウムの直接の影響があると指摘する研究者もいる。　この間、カール・バルトも妻のネリーも夫婦の婚姻関係を離婚によって解消することには至らず、三人は三角関係を維持したまま同じ屋根のもとで暮らした。バルトがナチス政権下でドイツ教会闘争を指導していたときには、キルシュバウムは秘書としてバルトの文通を手助けした。
しかし、1962年にキルシュバウムは精神・神経系の疾患にかかり、1965年には入院し、1975年に死去した。キルシュバウムの遺体はネリー・バルトの許可のもと、1968年に死去したカール・バルトが眠るバルト家の墓に埋葬された。

## 思想と業績

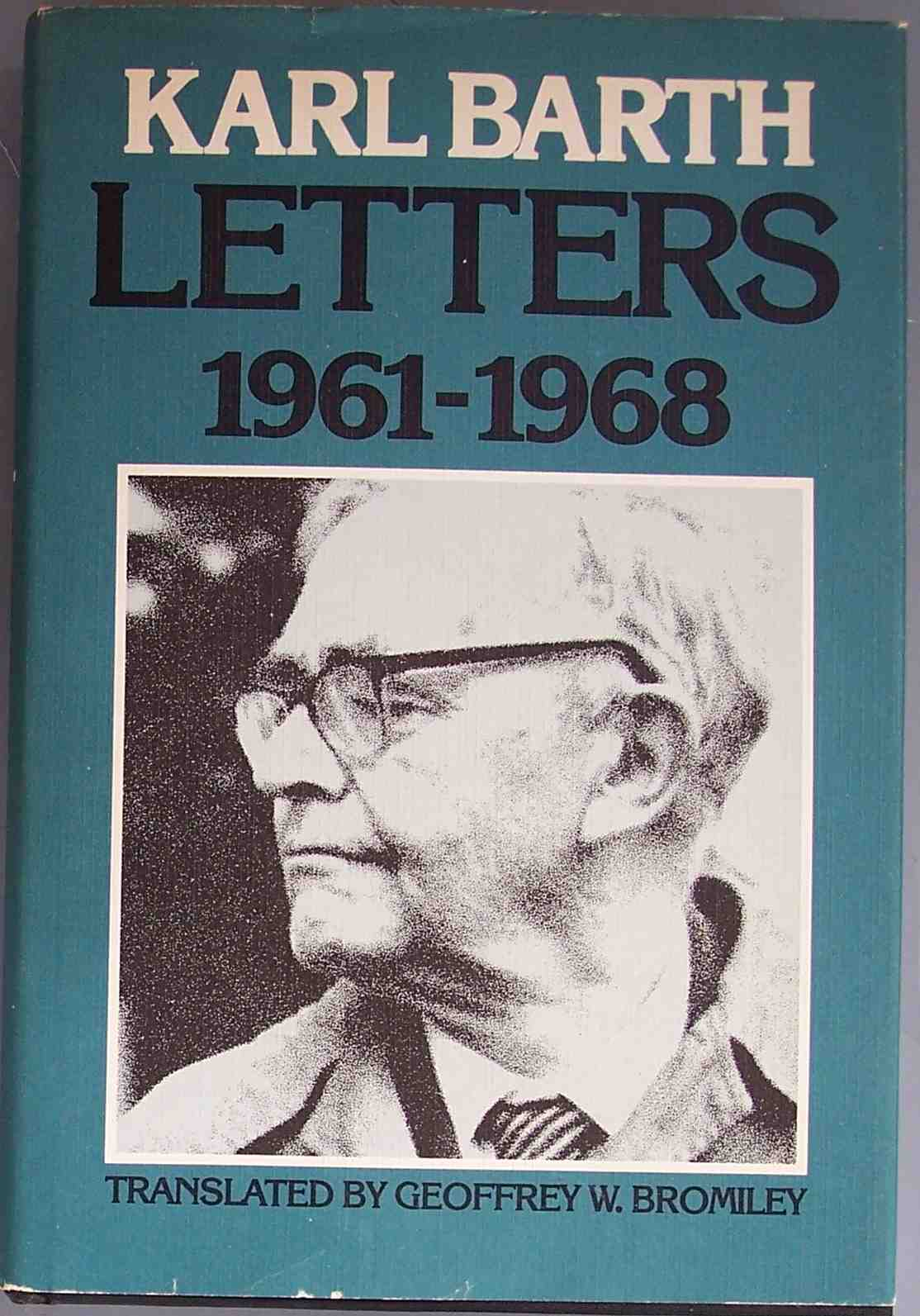
バルトが表紙になった本

新プロテスタント主義から神学的影響を受け、新カント学派から哲学的影響を受ける。牧会に従事しながら聖書の中に証されている言葉を、具体的な人間に対して神の言葉として聞かせるべき、牧師の説教の課題として注釈と宣教の革新が必要であるとした。特に、シュライアマハーによって基礎が据えられ、アルブレヒト・リッチュルによって修正され、アドルフ・フォン・ハルナックの時代にエルンスト・トレルチによってその頂点に達した文化プロテスタント主義（近代主義神学。彼は最初期はこれに帰依していた）に対して猛烈な攻撃を仕掛け、神学のテーマが人間学に解消しているとして、神学の本来のテーマを回復しようとし、「言における神の啓示」（『新約聖書』「ヨハネによる福音書」冒頭）を主張した。その神学は彼の著書『ローマ書講義』や『福音主義神学』、『教会教義学』という膨大な著書において記されている。
彼の思想の変遷を表す著書として『ローマ書』において神という一般的抽象的言葉を用いたのに反して、『教会教義学』前半では、特に倫理問題を扱うにあたり、「神」よりも「イエス・キリスト」という言葉を多く用いるようになり、キリスト論に彼の神学が集中していった（「キリスト論的集中」）。教父たちから神学思想を引き出しつつ、そこに革命的な新しさを与え、体系を立てた。ただし「キリスト論的集中」は彼の晩年の思想とは異なり、キリストを通じての神啓示が教会を越えて起こる可能性に言及した『教会教義学』最終巻 (IV/3, § 69) などでは三位一体の第三位格である聖霊に注目している。未完の『教会教義学』（Kirchliche Dogmatik, 1932年 - 1968年）は、9,000ページを超える大著であるが、これが未完である事情は単に年齢の問題だけではなく、晩年の書簡の以下のような表現にもうかがわれる。「私がもしもう一度『教会教義学』を書くなら、今度は聖霊論的に書きたい」また彼は敬虔主義や他の諸宗教にも関心を示すようになった。したがって、彼は晩年に自身の出発点である近代神学に回帰していると言えるのである。
この関連で、エミール・ブルンナーとの自然神学論争において彼が主張した「人間にはもはや『神の像』なし」という主張もまた再検討されうる。神認識がキリストの契機なしには起こらないという点ではブルンナーとバルトは主張を同じくするが、ブルンナーが主張した「人間における結合点」とは人間において聖霊の力が働いて神を認識することを言っているからである。彼はまさに近代の神学的課題やジレンマを一手に引き受けたと評価される。
また彼は改革派の神学をドイツ語圏（20世紀神学はドイツ語圏を中心に展開している）で再確認するきっかけを与えた。バルトに従えば神の律法は福音からして認識される。ルター派が主張する、「律法と福音」ではなく「福音と律法」という順序を主張した（同名の著作・邦訳書あり）。
福音主義神学においては、バルトはティリッヒおよびルドルフ・ブルトマンと並ぶ20世紀を代表する神学者と位置づけられている。教皇ヨハネ23世をして「今世紀（20世紀）最大のプロテスタントの神学者」と言わしめた。プラトン主義的な宗教論を提唱したイギリスの神学者、C・S・ルイスとも論争を行った。その思想はマルティン・ハイデッガー、また日本では西田幾多郎、滝沢克己に影響を与えており、数々の著作集・説教集の邦訳が刊行されている。
神学者の大木英夫は、バルトがアングロ・サクソン系の民主主義原理を正確に理解していないと指摘している。大木によると、バルトは「国王絶対主義も民主絶対主義も所詮同じだとみる」のだが、しかし、このバルトの見方は、「フランスやドイツにおいて妥当するとしても、イギリス・アメリカの近代 デモクラシーに妥当しない」。「バルトがその同一性を、もしホッブスの思想によって基礎づけるとすれば、それは誤り」と言わねばならない。バルトには「ロージャー・ウィリアムズを含めたピューリタンの伝統について の正確な理解に欠けるところがあり、それが解釈の偏向を惹き起こすことになるのであります。このあたり の理解の不十分さは、政治領域における絶対主義と、神学領域における人間化(人間の絶対主義)との間に 潜む矛盾をえぐり出すことにおいて不徹底となってあらわれています」としている。
かつてはジャン・カルヴァン以来最大の改革派福音主義神学者と称され、その影響力は世界の教会に及び、カール・マルクス、カール・ヤスパースと共に20世紀の思潮を決定付けた3つのKという人もいた。ヤスパースは、戦後バーゼル大学でバルトと同僚でもあった。
死後の1970年に開催された大阪万博において、生前に録音されていたバルトの語りがスイス館の紹介に用いられた。
わたしの感じではわたしたちスイス人は自分自身について語ったり、世界に対するスイスの立場や重要性について論じたりほめたりすることをあまりに好みすぎるようです。さらにスイスの人は自分の上品さや慎み深さをほめたがるのです。スイスには世界各国から有名な学者や芸術家がきて、ここを彼らのよい仕事場とし、中には第二の故郷としている者もあります。スイス国旗の十字はそれぞれ四つの方向をさし、それは話し合いのために、友好のために、世界をわたしたちの屋根の下に、中立国に、招くことを示しています。—カール・バルト、『人類の知的遺産 72 バルト』41頁「II-1 環境」より抜粋

## 著作

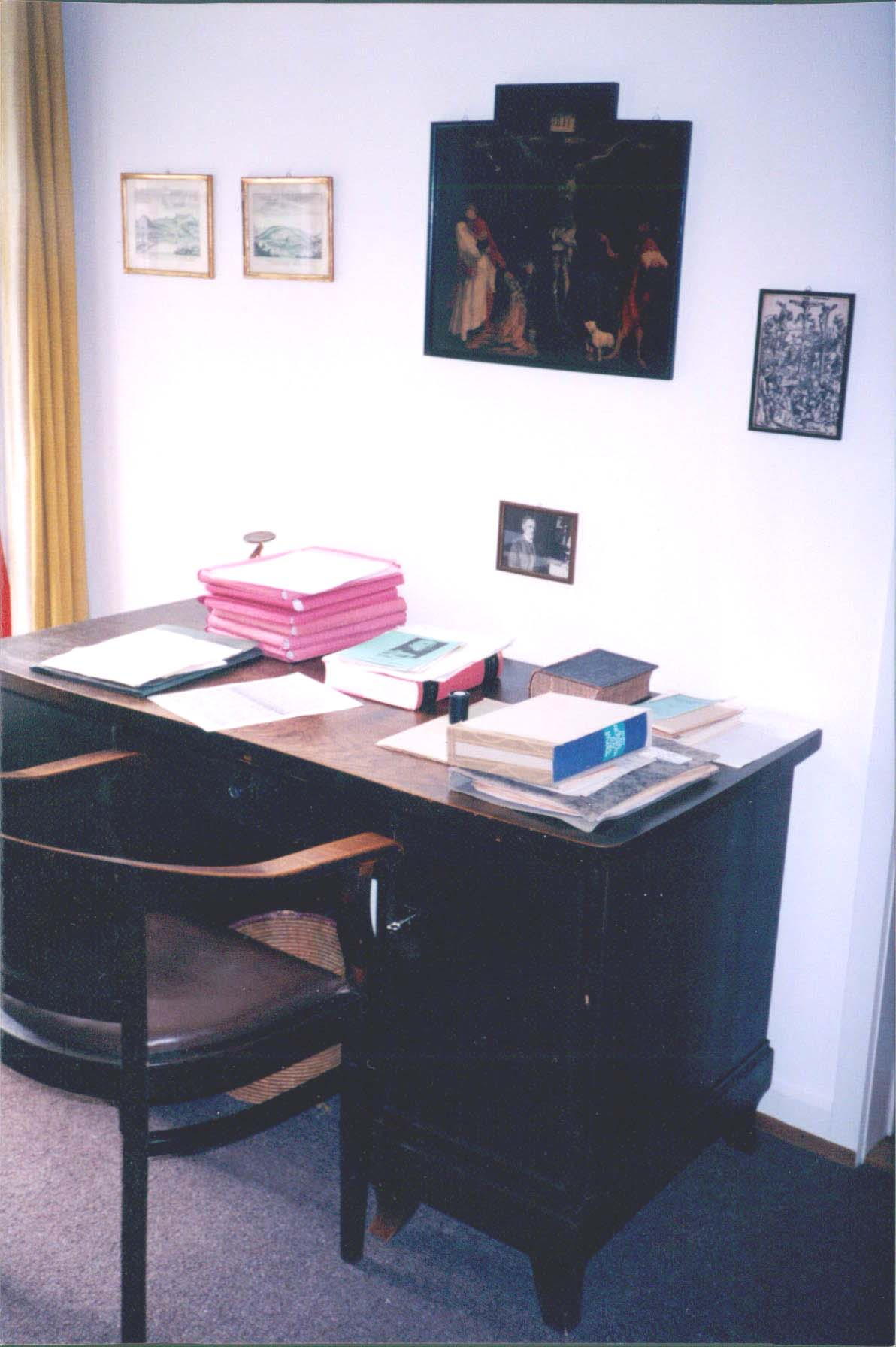
バルトの書斎。机の前に掛けられているのはマティアス・グリューネヴァルト作のイーゼンハイム祭壇画第一面

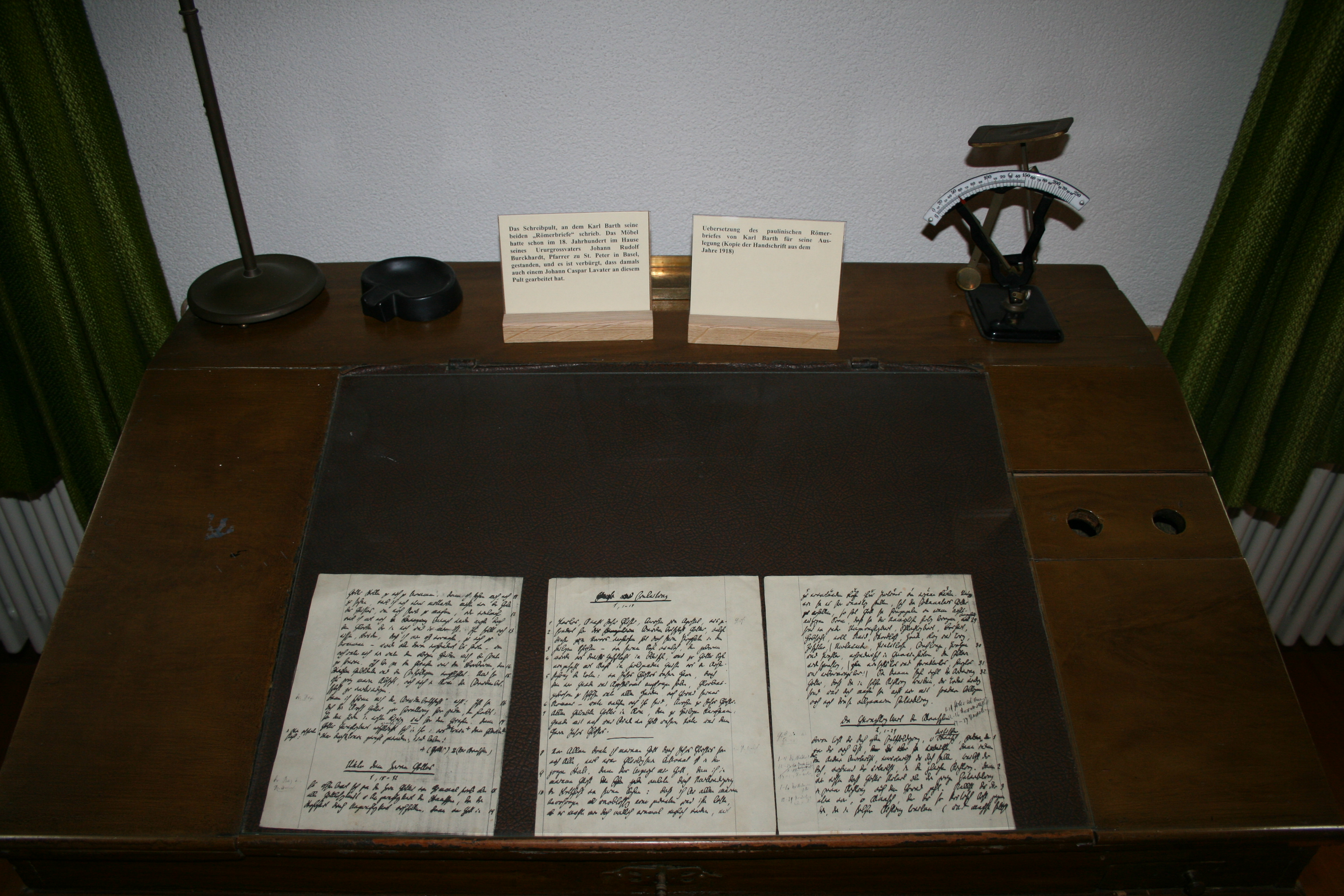
バルトのデスク

バルトの著作の中には神学に関係する題名ながら内容は政治的批判というものがあるため、神学に関するものと歴史や政治に関するものを分けて、年代別に連ねる。なお二重鉤括弧内の邦訳版の題名は訳者によって変わる場合がある。

### 神学的著作
教義学的著作
- 『キリスト教信仰と歴史』Der christliche Glaube und die Geschichte 1912年
- 『人格神に対する信仰』Der Glaube an den perönlichen Gott 1914年
- 『聖書における問いと明察と展望』Das Wort Gottes und die Theologie 1924年
- 『プロテスタント教会に対する問いとしてのカトリシズム』Prolegomena zur christlichen Dogmatik 1928年
- 『教会と神学』Die Theologie und die Kirche 1928年
- 『教会教義学 I-1, 神の言葉』Die Kirchliche Dogmatik I, 1, Die Lehre vom Wort Gottes 1932年
- 『啓示・教会・神学』Offenbarung, Kirche, Theologie 1934年
- 『自然神学の諸問題』Nein! Antwort am Emil Brunner 1934年
- 『福音と律法』Evangelium und Gesetz 1935年
- 『我信ず』Credo 1935年
- 『福音と教育』Gotteserkenntnis und Gottesdienst 1938年
- 『教会教義学 I-2, 神の言葉』Die Kirchliche Dogmatik I, 2, Die Lehre vom Wort Gottes 1939年
- 『教会教義学 II-1, 神論』Die Kirchliche Dogmatik II, 1, Die Lehre vom Wort Gott 1940年
- 『信仰告白』La Gonfession de la foi de l'Église Delachaux ex Niestlé 1940年
- 『教会教義学 II-2, 神論』Die Kirchliche Dogmatik II, 2, Die Lehre vom Wort Gott 1942年
- 『洗礼とは何か』Die Kirchliche Lehre von der Taufe 1943年
- 『教会教義学 III-1, 創造論』Die Kirchliche Dogmatik III, 1, Die Lehre von der Schöpfung 1945年
- 『教義学網要』Dogmatik im Grundriss 1947年
- 『キリスト教の教理』Die christliche Lehre nach dem Heidelberger Katechismus 1948年
- 『教会教義学 III-2, 創造論』Die Kirchliche Dogmatik III, 2, Die Lehre von der Schöpfung 1949年
- 『教会教義学 III-3, 創造論』Die Kirchliche Dogmatik III, 3, Die Lehre von der Schöpfung 1950年
- 『教会教義学 III-4, 創造論』Die Kirchliche Dogmatik III, 4, Die Lehre von der Schöpfung 1951年
- Rudolf Bultmann: Ein Versuch, ihm zu Verstehen 1952年
- Das Geschenk der Freiheit 1953年
- 『教会教義学 IV-1, 和解論』Die Kirchliche Dogmatik IV, 1, Die Lehre von der Versöhnung 1953年
- 『教会教義学 IV-2, 和解論』Die Kirchliche Dogmatik IV, 2, Die Lehre von der Versöhnung 1955年
- 『神の人間性』Die Menschlichkeit Gottes 1956年
- 論文集 Teheologische Fragen und Antworten 1957年
- 『教会教義学 IV-3/1, 和解論』Die Kirchliche Dogmatik IV, 3/1, Die Lehre von der Versöhnung 1959年
- 『教会教義学 IV-3/2, 和解論』Die Kirchliche Dogmatik IV, 3/2, Die Lehre von der Versöhnung 1960年
- 『福音主義神学入門』Einführung in die evangelische Theologie 1962年
- 『教会教義学 IV-4, 和解論』Die Kirchliche Dogmatik IV, 4 (Fragment), Die Lehre von der Versöhnung 1968年

聖書釈義的著作
- 『ローマ書（第一版）』Der Römerbrief 1919年
- 『ローマ書（第二版）』Der Römerbrief 1922年
- 『死人の復活』Die Auferstehung der Totem 1924年
- 『ピリピ書注解』Erklärung des Philipperbriefes 1927年
- 『ローマ書講解』Kurze Erklärung des Römerbrief 1941年
- 『キリストとアダム―ローマ5書による』Christus und Adam 1952年

#### 説教集
- 『神を求めよ、さらば生くべし』Suchet Gott, so werdet ihr leben! 1917年 E.トゥルナイゼンとの共著
- 『イエスは主なり』Komm, Schöpfer Geist! 1924年 E.トゥルナイゼンとの共著
- Die große Barmherzigkeit 1935年 E.トゥルナイゼンとの共著
- 『勝利の信仰』Fürchte dich nicht! 1949年
- Den Gefangenen Befreiung 1959年
- Rufe mich an! 1965年

### 政治的著作
- 『イエス・キリストと社会運動』Jesus Christus und die soziale Bewegung 1912年
- 『社会の中のキリスト者』Der Christ in der Gesellschaft 1919年
- 『今日の神学的実存』Theologische Existenz heute 1933年
- 『義認と法』Rechtfertigung und Recht 1938年
- 『ロマドカ教授への手紙』Brief an Professor Hromadka in Prag 1938年
- 『今日の私たちの教会とイエス』Unsre Kirche und die Schweiz in der heutigen Zeit 1941年
- 『ヨーロッパのプロテスタント教会』Die protestantische Kirche in Europa - ihre Gegenwart und ihre Zukunft 1942年
- 『キリスト者共同体と市民共同体』Christengemeinde und Bürgergemeinde 1946年
- 『国家秩序の転換の中にあるキリスト教会』Die christliche Gemeinde im Wechsel der Staatsordnungen 1948年
- 『東と西との間にある教会』Die Kirche zwischen Ost und West 1949年
- 『東ドイツのある牧師への手紙』Brief an einen Pfarrer in der Deutschen Demokratischen Repudlik 1958年

### 歴史的著作
- 『ルートヴィッヒ・フォイエルバッハ』Ludwig Feuerbach 1927年
- Fides quaerens intellestum 1931年
- Lutherfeier 1933年
- Calvinfeier 1936年
- David Friedrich Strauß als Theologe 1893-1939 1939年
- 『19世紀のプロテスタント神学』Die Protestantische Theologie im 19 1947年
- 『19世紀の福音主義神学』Evangelische Theologie im 19 Jahrhundert 1957年
- 1923-1924までの講義集 Die Theologie Schleiermachers

など

### キルシュバウムとの間に交わされた往復書簡
・『カール・バルトとシャルロッテ・フォン・キルシュバウムの間の往復書簡』Karl Barth - Charlotte von Kirschbaum. Briefwechsel.　Theologischer Verlag, 2008 年